# Klucz (majątek ziemski)
Klucz – rodzaj majątku ziemskiego; kilka posiadłości jednego właściciela, najczęściej zlokalizowanych blisko siebie (np. miasto i kilka pobliskich wsi), zorganizowanych w jeden organizm społeczno-ekonomiczny oraz jednostkę administracyjno-terytorialną w systemie feudalnym, pod jednym zarządem właściciela bądź współwłaścicieli (rodziny, rodu itp.), oficjalisty lub ekonoma. Była to forma organizacji latyfundiów ziemskich. Jeden lub kilka kluczy, lub w przypadku posiadaczy dużych fortun, większa ich liczba, mogło być zorganizowane w ordynację rodową.

## Przykłady kluczy
- Klucz końskowolski
- Klucz kielecki
- Klucz kunowski
- Klucz muszyński
- Klucz raciąski
- Klucz sławkowski
- Klucz stroński
- Klucz tumski
- Klucz żywiecki